# Normativa elettrica in Italia
La normativa elettrica in Italia è costituita da legislazione specifica e da norme tecniche emanate da associazioni.
La disciplina legislativa organica della materia era costituita dalla legge 5 marzo 1990, n. 46, successivamente abrogata insieme al regolamento di attuazione di cui al D.P.R. 6 dicembre 1991 n. 447 e sostituita dal decreto del Ministero dello Sviluppo economico 22 gennaio 2008, n. 37.

## Sinossi generale
Le norme tecniche che definiscono la modalità di costruzione e installazione dei componenti elettrici sono redatte dal Comitato Elettrotecnico Italiano; l'art. 1 comma 1 punto d) della legge 21 giugno 1986, n. 317 dà una definizione di norma tecnica, indicando all'art. 2  che cosa costituisce la regola tecnica.
Oltre alle norme tecniche la materia è disciplinata da una serie di leggi e decreti, succedutesi nel tempo.

## Cronologia della legislazione
- D.P.R. 27 aprile 1955 n. 547 (si iniziano a varare delle norme per la prevenzione degli infortuni sul lavoro),successivamente abrogato dal D.Lgs. 09/04/2008 n. 81;
- Decreto ministeriale 3/04/1957 (attribuisce all'Ispettorato del Lavoro il controllo e la verifica degli impianti elettrici, poi modificato dal decreto ministeriale 22 febbraio 1965. I verbali di verifica sono stati modificati dal decreto ministeriale 13 luglio 1965 e successivamente dal decreto ministeriale 15 ottobre 1993. Gli art. 2, 3 e 4 sono abrogati dall'art. 9 del decreto del presidente della repubblica 22 ottobre 2001, n. 462;

- Decreto ministeriale 12/09/1959 (disciplina meglio la parte relativa alle verifiche e ai collaudi degli impianti elettrici e dei dispositivi di protezione dalle scariche atmosferiche, introduce i modelli A, B e C) abrogo il D.M. del 1957;

- Legge 1º marzo 1968, n. 186 (legge costituita da due soli articoli che stabilisce l'obbligo di costruire gli impianti elettrici secondo la "regola dell'arte" e che gli impianti elettrici costruiti applicando le norme CEI si considerano costruiti "a regola d'arte");

- Legge 21 giugno 1986, n. 317 emanata in attuazione della direttiva n. 83/189/CEE relativa alla procedura d'informazione nel settore delle norme e delle regolamentazioni tecniche.

- Legge 5 marzo 1990, n. 46 per regolamentare la sicurezza degli impianti elettrici, radiotelevisivi ed elettronici in genere, di riscaldamento e di climatizzazione, idrosanitari e idrici in genere, nonché gli impianti per il trasporto e l'utilizzazione di gas, ascensori, di montacarichi, di scale mobili e simili, e gli impianti di protezione antincendio, poi abrogata dalla legge 26 febbraio 2007, n. 17;

- Decreto del Presidente della Repubblica 22 ottobre 2001 n. 462 [2] (che autorizza le verifiche degli impianti elettrici e dei dispositivi di protezione dalle scariche atmosferiche da parte di enti abilitati, oltre che alle ASL o ARPA);

- Decreto ministeriale n. 37 del 22/01/2008 che sostituì la legge 46/90 abrogata l'anno precedente;

- D.lgs 9 aprile 2008, n. 81 riguardante le prescrizioni imposte per la sicurezza sul lavoro.

## Enti di certificazione

Istituto Italiano del Marchio di Qualità.

L'Istituto Italiano del Marchio di Qualità (IMQ) è l'ente principale che si occupa di certificare la conformità degli apparecchi elettrici e di laboratorio di prova nei settori elettrico, elettronico e gas con la normativa in vigore è